# جواد شریفی
جواد شریفی متولد سال ۱۲۹۰ در تهران خوشنویس صاحب‌نام و از اساتید معاصر خط نستعلیق به‌شمار می‌رود او خوشنویسی را نزد پدر خود فرا گرفت. او فرزند میرزا زین‌العابدین شریفی ملقب به «ملک الخطاطین» از شاگردان برجسته محمد رضا کلهر بود همچنین او از شاگردان میرزای کلهر نیز ذکر کرده‌اند کتب بی شمار درسی فرهنگی و غیر آن که به خط جواد شریفی کتابت شده است در نزد اهل مطالعه مشهور است.

## زندگی
او در سال ۱۲۹۰ شمسی در تهران متولدشد. از کودکی در محیط هنری خانوادگی کسب فیض نموده و از ۱۵ سالگی مشغول کتابت خط برای ناشران کتاب‌ها بود.
جواد شریفی پس از انجام خدمت نظام از مهر ماه ۱۳۱۷ در نخست‌وزیری مشغول خدمت دولت گردیده و علاوه بر سمت‌های اداری نویسندگی فرامین را به عهده داشته است.

## آثار
از آثار وی خوشنویسی کتاب‌های رباعیات خیام، رباعیات باباطاهر، غزلیات شمس تبریزی، کلیات سعدی، شاهنامه فردوسی و تألیف و تحریر رسم‌الخط مدارس را می‌توان نام برد.
زیباترین کتاب‌های چاپ ایران که به خط نستعلیق نگاشته شده از قبیل شاهنامه فردوسی مصور، دیوان حافظ و بیژن و منیژه به خط اوست.